# Hồng quân Nhật Bản
Hồng quân Nhật Bản (日本赤軍 (Nhật Bản Xích quân) Nihon Sekigun,  JRA) là một tổ chức cộng sản vũ trang thuộc phái cánh tả mới của Nhật Bản, do Shigenobu Fusako thành lập vào năm 1971 và giải tán vào năm 2001.
Tuy có nhân sự là người Nhật Bản, nhưng Hồng quân Nhật Bản đặt căn cứ tại Palestine và phụ thuộc vào Mặt trận Nhân dân Giải phóng Palestine (một phong trào giành độc lập cho đất nước Palestin) nên đôi lúc cũng được gọi là Arab-JRA (Ủy ban Ả Rập phái Hồng quân, hoặc Hồng quân Ả Rập) sau sự kiện vụ thảm sát sân bay Lod.
Công chúng chú ý đến tổ chức này kể từ khi Hồng quân mở cuộc thanh trừng nội bộ, giết hại 12 thành viên tại mật khu huấn luyện trên núi vào mùa đông năm 1971. Sang đầu năm 1972 nhân khi Hồng quân bắt một số con tin trong vụ Asama-Sanso nhà chức trách Nhật Bản huy động hàng trăm cảnh sát, mở cuộc càn quét kéo dài một tuần lễ, càng làm suy yếu lực lượng Hồng quân. Shigenobu Fusako phải bỏ Nhật Bản, lưu vong cùng một số người tâm phúc. Thanh thế của Hồng quân lại nổi lên với vụ tấn công tự sát tại sân bay Lod. Lúc đó Hồng quân có khoảng 40 thành viên nhưng lại gây tiếng vang là một tổ chức khủng bố khét tiếng đương thời.
Bắt đầu từ năm 1971, Hồng quân Nhật Bản bắt đầu hợp tác chặt chẽ với Mặt trận Nhân dân Giải phóng Palestine (PFLP). Qua năm sau (1972) khi Nhật Bản mở cuộc truy nã ráo riết, triệt hạ được Liên minh Hồng quân tại Nhật Bản thì nhóm của Shigenobu hoàn toàn phụ thuộc vào PFLP về các mặt tài chính, huấn luyện và vũ khí. Mục tiêu đầu tiên của JRA là lật đổ chính phủ Nhật Bản cùng chế độ quân chủ, giành độc lập cho đất nước Palestin rồi sau đó tiến lên chống chủ nghĩa đế quốc trên toàn thế giới nên ngoài tên chính, Hồng quân Nhật Bản còn dùng những danh hiệu khác như Lữ đoàn Quốc tế chống Đế quốc (AIIB), Lữ đoàn Thánh chiến và Mặt trận Dân chủ Phản chiến.
Tháng 4 năm 2001, trong khi bị giam giữ tại Nhật, Shigenobu đã tuyên bố Hồng quân Nhật Bản chính thức giải tán.

## Lịch sử

### Thành lập
Nhóm cánh tả tuyên chiến với chính phủ Nhật Bản vào tháng 9 năm 1969 nên ngay từ đầu nhiều thành viên đã bị cảnh sát bắt giữ, trong số đó có Takaya Shiomi, được coi là người sáng lập và lãnh đạo giới trí thức. Ông bị tống giam vào năm 1970. Khoảng 200 thành viên bị bắt nên lực lượng bị suy yếu khiến số còn lại hợp nhất với nhóm Maoist (những người theo chủ nghĩa cộng sản của Mao Trạch Đông) chính thức thành lập Hồng quân Liên hiệp vào tháng 7 năm 1971.
Ngày 26 tháng 2 năm 1971 vào thời kỳ Chiến tranh Lạnh. Shigenobu, một thành viên quan trọng của phái Hồng quân tại Nhật Bản, vốn xuất thân từ một chiến sĩ trong tổ chức Liên minh Cộng sản Cánh tả mới. dựa theo quyển sách luận về căn cứ địa Quốc tế của phái Hồng quân thuộc nhóm Liên minh những người Cộng sản, đánh giá những điều tất yếu để duy trì và củng cố quân Liên minh và cứ điểm của phong trào tại nước ngoài của phái Hồng quân. Shigenobu và Okudaira Tsuyoshi, cựu thành viên nhóm thân Palestine ở Kyoto quyết định thành lập một nhóm vũ trang cách mạng riêng biệt tại Palestine. Lúc đầu, nhóm còn có những tên gọi khác như Hồng quân Cách mạng, Ủy ban Ả Rập phái Hồng quân, và Hồng quân Ả Rập. Từ sau năm 1974 Hồng quân Nhật Bản mới được dùng làm tên gọi chính thức.

### Hoạt động khủng bố
Từ năm 1970 tới 1980, nhóm hoạt động chủ yếu ở cao nguyên Bekaa, cùng hợp tác với phe quá khích cực tả của Palestine lẫn Mặt trận Nhân dân Giải phóng Palestine (PFLP), các hoạt động của nhóm rất đa dạng chẳng hạn như thực hiện các vụ không tặc ở sân bay quốc tế tại Nhật Bản, bắt cóc các quan chức chính phủ trong máy bay chở khách làm con tin và đòi tiền chuộc ở các cơ quan đại diện nước ngoài và đại sứ quán, nhóm thường lặp đi lặp lại các vụ tấn công khủng bố vào các cơ quan đại diện nước ngoài.
Các vụ khủng bố khiến dân thường thiệt mạng đã bị dư luận quốc tế lên án mạnh mẽ, đặc biệt là "vụ thảm sát sân bay Tel Aviv" xảy ra vào 30 tháng 5 năm 1972 khiến 26 người thiệt mạng.

### Thời kỳ cuối
Sau khi chiến tranh Lạnh kết thúc vào năm 1990, hệ tư tưởng cực tả đã trở nên lỗi thời, các hoạt động hợp tác và tài trợ tiền bạc cho các tổ chức phiến quân chống chính phủ ở các nước và những chính phủ đối lập với các nước phương Tây và Israel ngày càng suy giảm, vài thành viên nòng cốt lần lượt bị bắt giữ một loạt như Maruoka Osamu và Wakou Haruo, dồn tổ chức vào tình trạng tan rã hoàn toàn.
Vào tháng 11 năm 2000,  "người chỉ huy tối cao" Fusako Shigenobu trong khi đang ẩn náu tại Nhật Bản đã bị cảnh sát bắt giữ tại thành phố Takatsuki, Osaka vì bị nghi ngờ vi phạm luật về hộ chiếu. Tại thời điểm đó, cảnh sát cũng tịch thu một số tài liệu bí mật đã bất ngờ khám phá ra việc thiết lập một tổ chức giấu mặt "Thế kỷ 21 của hy vọng" phụ trách công tác bí mật và "Đảng Nhân dân Cách mạng" với mục đích thực hiện một cuộc cách mạng vũ trang ở Nhật Bản từ năm 1991, một vài tờ báo còn đăng tin về kế hoạch hợp tác giữa Đảng Dân chủ Xã hội (tên gọi cũ là Đảng Xã hội Nhật Bản) với Đảng Nhân dân Cách mạng.
Trụ sở cảnh sát còn bị cáo buộc vì có liên quan đến sự kiện "Thế kỷ 21 của hy vọng", cảnh sát thành phố Takatsuki đã bắt giữ một viên cảnh sát khả nghi tại nhà riêng ở Osaka vì có liên quan đến vụ việc, viên cảnh sát đã một mực từ chối có mối quan hệ với Hồng quân Nhật Bản. Cùng lúc đó cũng diễn ra một vụ điều tra có liên quan đến tổ chức "Thế kỷ 21 của hy vọng" tại nhà Hội đồng Quận của Đảng Dân chủ Xã hội. Nhưng Chủ tịch Đảng Dân chủ Xã hội vẫn tuyên bố "Tuy tôi không biết gì hết nhưng tôi vẫn sẽ điều tra sự thật".

### Giải tán
Các vụ tấn công khủng bố liên quan đến dân thường bị dư luận quốc tế lên án, chỉ trích, và sự hợp tác với các tổ chức phiến quân chống chính phủ ở các nước từ sau khi kết thúc Chiến tranh Lạnh, khiến cho tổ chức ngày càng mất uy tín và khả năng hợp tác nhất là từ sau sự kiện Liên Xô sụp đổ năm 1990 khiến cho tổ chức gặp khó khăn trong việc lôi kéo các thành viên thuộc lớp thanh niên mới "có tình cảm với Đảng", nhiều thành viên lớn tuổi khác trong nhóm thì không còn hứng thú và nhiệt tình với các hoạt động của tổ chức. Vì vậy vào tháng 4 năm 2001 Fusako Shigenobu từ trong trại giam đã tuyên bố giải thể Hồng quân Nhật Bản, tổ chức chính thức giải tán sau 30 năm hoạt động.
Những thành viên chủ yếu kể từ khi thành lập ban đầu hiện vẫn còn sống, rất nhiều người trong số họ ngày càng già đi và một số khác thì đã qua đời từ lâu, số lượng thành viên còn lại mỗi năm cũng ngày một ít đi. Cục điều tra Khủng bố của Bộ Ngoại giao Hoa Kỳ coi Hồng quân Nhật Bản là một tổ chức khủng bố quốc tế, hiện nay tổ chức này được các cơ quan chống khủng bố xác nhận chính thức giải tán.

### Chỉ trích từ các thành viên cũ
Tháng 1 năm 2005, Yamamoto Mariko, một cựu thành thành viên của tổ chức đã bị bắt giữ kể lại rằng một thành viên khác là Wakou Haruo ly khai ra khỏi Hồng quân Nhật Bản từ  năm 1979 vì có liên quan đến sự kiện Baagu, đã phê phán về tổ chức này như sau:
"Phẩm cách của tổ chức ngày càng trở nên tha hóa, sẵn sàng chống lại nhân dân, chống lại xã hội bằng cách thực hiện các phi vụ đánh cướp máy bay chở khách và chiếm cứ đại sứ quán, nhưng lại gặp thất bại trong khi bắt cóc các nhân viên công ty thương mại tại châu Âu, thông qua sự kiện này cho thấy thực trạng và tình hình thực tế của Hồng quân Nhật Bản."

## Những thành viên chủ yếu
- Haruo Wako, cựu chỉ huy, bị bắt vào tháng 2 năm 1997.
- Osamu Maruoka, cựu chỉ huy, bị bắt vào tháng 11 năm 1987.
- Fusako Shigenobu, người sáng lập và là chỉ huy tối cao, bị bắt ở Osaka, Nhật Bản vào tháng 11 năm 2000. Điều khiến nhiều người ngạc nhiên vì cho rằng bà vẫn đang sống ở Liban. Shigenobu bị cáo buộc sắp đặt một cuộc tấn công, bắt cóc và không tặc. Một thời gian dài bị dư luận gọi là "nữ khủng bố đáng sợ nhất trên thế giới", bà đã trợ giúp kế hoạch tấn công sân bay Lod năm 1972. Tòa án Tokyo đã kết án bà 20 năm trong tù giam vào tháng 2 năm 2006.
- Yu Kikumura bị bắt giữ cùng với chất nổ trên đường cao tốc New Jersey vào năm 1988 và chịu mức án tù lâu dài tại Mỹ. Tháng 4 năm 2007 Kikumura được Mỹ trả tự do và ngay lập tức bị bắt khi trở về Nhật Bản. Ông được thả ra vào tháng 10 năm 2007.
- Yoshimi Tanaka, bị kết án 12 năm tù giam vì âm mưu không tặc.
- Yukiko Ekita, là chỉ huy lâu dài của JRA, bị bắt vào tháng 3 năm 1995 tại Romania và sau đó bị trục xuất sang Nhật Bản. Bị kết án 20 năm tù về tội cố gắng  giết người và vi phạm luật chất nổ trong một loạt các vụ đánh bom nhắm mục tiêu các công ty lớn từ năm 1974 đến 1975. Các thử nghiệm của Ekita ban đầu được bắt đầu vào năm 1975 nhưng đã bị đình chỉ khi cô được ra tù vào năm 1977. Việc cô được trả tự do là một phần thỏa thuận giữa chính phủ với Hồng quân Nhật Bản trong một vụ tấn công máy bay chở khách Nhật Bản đến Bangladesh.
- Kōzō Okamoto là người sống sót duy nhất của một nhóm gồm ba du kích đã tấn công sân bay Lod của Israel vào năm 1972, nay được gọi là Sân bay quốc tế Ben Gurion. bị cầm tù ở Israel, nhưng vào tháng 5 năm 1985, Okamoto được trả tự do trong một cuộc trao đổi tù nhân giữa lực lượng Israel và Palestine. Sau đó, ông bị cầm tù ở Liban trong ba năm vì làm giả thị thực và hộ chiếu. Nhà chức trách Liban cho phép Okamoto tị nạn vào năm 1999 vì ông bị cho là đã bị tra tấn trong nhà tù ở Israel. Trong thời gian ở Liban, Okamoto đổi sang đạo Hồi để tránh bị gửi trả lại về quê nhà.[4]
- Masao Adachi, Kazuo Tohira, Haruo Wako, và Mariko Yamamoto cũng bị cầm tù ở Liban về tội giả mạo thị thực và hộ chiếu vẫn chưa được đưa đến Jordan. Khi cơ quan chức Jordan từ chối không cho họ vào Jordan, họ đã được bàn giao về phía Nhật Bản.
- Kuniya Akagi, một cộng tác viên của JRA, đã bị bắt sau khi trở về Osaka từ Bình Nhưỡng thông qua Bắc Kinh để được thẩm vấn về vụ điệp viên Cộng hòa Dân chủ Nhân dân Triều Tiên bắt cóc ba công dân Nhật Bản ở châu Âu trong những năm 1980. Ông là người liên lạc với Shiro Akagi, người đã tham gia vào vụ không tặc chiếc máy bay Yodo.[5]
- Chính phủ hy vọng sẽ dẫn độ những số thành viên khác từ Cộng hòa Dân chủ Nhân dân Triều Tiên, chính phủ Cộng hòa Dân chủ Nhân dân Triều Tiên đã cấp cho họ nơi tị nạn an toàn. Vấn đề rắc rối là cản trở việc thành lập quan hệ ngoại giao giữa Bình Nhưỡng và Tokyo không giúp Chính phủ làm gì được những thành viên còn lại này.

## Danh sách các vụ tấn công
Trong thập niên 1970 và 1980, JRA thực hiện một loạt các cuộc tấn công trên khắp thế giới, bao gồm:
- Ngày 31 tháng 3 năm 1970: Chín thành viên tiền nhiệm của JRA, thuộc Phái Hồng quân (có quyền lãnh đạo một phần, nhưng đã bị Liên đoàn Cộng sản khai trừ), tiến hành vụ không tặc nổi tiếng nhất nước Nhật, chiếc máy bay 351 của Hãng hàng không Nhật Bản, chiếc Airlines Boeing 727 Nhật Bản nội địa chở 129 người tại sân bay quốc tế Tokyo. Sử dụng một thanh katana và một quả bom, họ buộc máy bay phải bay đến Fukuoka và địa điểm sau cùng là Sân bay Gimpo ở Seoul, nơi tất cả các hành khách đều được phóng thích. sau đó họ lái chiếc máy bay bay tới Cộng hòa Dân chủ Nhân dân Triều Tiên, nơi các không tặc bỏ rơi máy bay, và trả tự do cho tổ lái. Tanaka là người duy nhất bị kết án. Ba bị cáo buộc tội đồng lõa của Tanaka sau đó qua đời ở Cộng hòa Dân chủ Nhân dân Triều Tiên và năm thành viên vẫn còn ở đó. Theo Cơ quan Cảnh sát Quốc gia Nhật Bản, một số người đồng lõa khác cũng có thể đã chết ở Cộng hòa Dân chủ Nhân dân Triều Tiên.[6]
- Ngày 30 tháng 5 năm 1972: Vụ thảm sát sân bay Lod: một súng trường (Sa vz.58) và lựu đạn được dùng để tấn công vào sân bay Lod Israel tại Tel Aviv, hiện nay là sân bay quốc tế Ben Gurion, đã giết chết 24 người, khoảng 80 người khác bị thương. Một trong ba kẻ tấn công sau đó đã tự sát với một quả lựu đạn, mặc dù một số khác tin rằng đây là một vụ tai nạn. Một người còn sống sót là Kōzō Okamoto. Chính Kōzō Okamoto đã tuyên bố rằng PFLP đứng đằng sau vụ tấn công.
- Tháng 7 năm 1973: Các thành viên của Hồng quân thực hiện một vụ không tặc chiếc máy bay Nhật Bản (JAL) Airlines qua Hà Lan. Hành khách và phi hành đoàn đã được phóng thích tại Libya, nơi bọn không tặc đã cho nổ tung chiếc máy bay.
- Tháng 1 năm 1974: Sự cố Laju: Hồng quân tấn công một cơ sở Shell tại Singapore và bắt giữ năm con tin, đồng thời, PFLP còn chiếm giữ Đại sứ quán Nhật Bản tại Kuwait. Các con tin đã được trao đổi một khoản tiền chuộc và đi lại an toàn trên một chiếc máy bay của hãng hàng không Nhật Bản đến Nam Yemen.
- Ngày 13 tháng 9 năm 1974: PFLP xông vào Đại sứ quán Pháp tại The Hague, Hà Lan. Các đại sứ và mười người khác bị bắt làm con tin và một nữ cảnh sát Hà Lan, Hanke Remmerswaal, bị bắn vào lưng, gây thủng phổi. Sau một quá trình đàm phán kéo dài, các con tin đã được trả tự do để đổi lấy sự giải phóng một thành viên Hồng quân đang bị bỏ tù (Yatsuka Furuya), khoảng  300,000 đôla và đặc quyền sử dụng máy bay. Những kẻ bắt giữ con tin cho đáp máy bay đầu tiên tại Aden, Nam Yemen, nơi họ không được chấp nhận và sau đó đến Syria. Syria không xem xét việc đổi con tin để lấy tiền cho cuộc cách mạng, và buộc chúng phải đưa hết tiền chuộc ra.[7]
- Tháng 8 năm 1975: Hồng quân đã bắt giữ hơn 50 con tin tại khu nhà ở xây dựng AIA dành cho đại sứ quán ở Kuala Lumpur, Malaysia. Các con tin bao gồm các lãnh sự Mỹ và trưởng đoàn ngoại giao Thụy Điển. Các tay súng đã giành được thắng lợi khi nhà cầm quyền đồng ý phóng thích năm thành viên còn lại đang bị bỏ tù và bay với họ đến Libya.
- Tháng 9 năm 1977: Hồng quân tấn công chuyến bay số 472 của Hàng không Nhật Bản đang bay tới Ấn Độ và buộc phải đáp khẩn cấp ở Dhaka, Bangladesh. Chính phủ Nhật Bản đã trả tự do cho sáu thành viên đang bị cầm tù trong nhóm và trả một khoản tiền chuộc 6 triệu đôla.
- Tháng 5 năm 1986: Hồng quân đã bắn đạn súng cối ở Đại sứ quán Nhật Bản, Canada và Hoa Kỳ tại Jakarta, Indonesia.
- Tháng 6 năm 1987: Một cuộc tấn công tương tự được thực hiện ở Đại sứ quán Hoa Kỳ và Anh tại thủ đô Roma của Ý.
- Tháng 4 năm 1988: Hồng quân ném bom câu lạc bộ giải trí của quân đội Mỹ (USO) ở Napoli, Ý, khiến năm lính Mỹ thiệt mạng.
- Cũng trong tháng đó, Yu Kikumura làm việc cho JRA đã bị bắt cùng với chất nổ trên đường cao tốc New Jersey, dường như trùng với vụ đánh bom USO. Ông bị kết án về các khoản phí và thời gian giam giữ  trong một nhà tù Hoa Kỳ cho đến khi được thả ra vào tháng 4 năm 2007. Khi trở về Nhật Bản, ngay lập tức ông bị bắt giữ do nghi ngờ sử dụng giấy tờ giả mạo.
- JRA còn thực hiện một loạt 17 vụ đánh bom vào các tòa nhà thuộc các tập đoàn lớn, bao gồm tập đoàn Mitsui và Taisei, làm 20 người bị thương và 8 người thiệt mạng trong vụ đánh bom tòa nhà trụ sở chính trực thuộc khu công nghiệp nặng Mitsubishi ở Tokyo.

## Phim về tổ chức
- Sekigun - PFLP. Sekai Sensō Sengen, (tạm dịch: Hồng quân - PFLP: Tuyên bố Chiến tranh Thế giới), công chiếu vào năm 1971, được thực hiện trong thời gian ngắn tại một địa điểm ở Liban, do Kōji Wakamatsu sản xuất. Patricia Steinhoff dịch tiêu đề là Tuyên ngôn Cách mạng Thế giới khiến cho phim có cảm giác hấp dẫn hơn. Đây là một bộ phim tuyên truyền nhằm ủng hộ cho Hồng quân Nhật Bản.

Mieko Tomaya là một trong những người thực hiện bộ phim trên toàn Nhật Bản với nhà sản xuất là người bạn thân của Fusako Shigenobu. Cô bị sát hại trong vụ thảm sát trại huấn luyện mùa đông.
- Jitsuroku Rengō Sekigun, Asama sansō e no michi, Liên minh Hồng quân (tạm dịch: Con đường tới nhà nghỉ trên núi Asama) công chiếu vào năm 2007, cho thấy nỗi kinh hoàng của doanh trại huấn luyện mùa đông của Liên minh Hồng quân, không những thế mà nó còn kể lại lịch sử phong trào sinh viên chiến sĩ Nhật Bản. Xem thêm Liên minh Hồng quân (phim)
- Suatu Ketika... Soldadu Merah (tạm dịch: Ngày xửa ngày xưa là... Lính Hồng Quân), là một bộ phim truyền hình dài 8 tập của Malaysia dựa trên phim cuộc tấn công của Hồng quân Nhật Bản tại Kuala Lumpur, Malaysia năm 1975. Được sản xuất bởi NSK Productions (Malaysia), sêri được công chiếu vào năm 2009 và hiện đang phát sóng trên kênh truyền hình cáp địa phương của Malaysia, ASTRO Citra 131. Tìm hiểu thêm bài viết của báo TheStar Hostage Drama Lưu trữ ngày 6 tháng 7 năm 2010 tại Wayback Machine.